# Novus Atlas Daniæ
Novus Atlas Daniæ eller Prospecter af alle Hoved- og Kiøbstæderne, af alle kongelige Slotte, samt andre kongelige Lyst-Slotte og Stæder udi begge Konge-Rigerne Dannemark og Norge og underliggende Fyrstendømme er et kobberstukkent bogværk af danske byer og slotte udført af Johan Jacob Bruun, der udkom 1761.

## Baggrunden
Johan Jacob Bruun var en af de første danske landskabsmalere, men denne genre var ikke på mode i midten af 1700-tallet, så den var kun lidet indbringende. Til gengæld oplevede man en stigende interesse for topografiske værker, og staten opmuntrede endda udgivelsen af sådanne med rundhåndet støtte. Laurids de Thurahs Den danske Vitruvius (1746-49) og Hafnia Hodierna (1748) var store succeser, og han planlagde en fuldstændig danmarksbeskrivelse, som ikke blev udført på grund af hans død i 1759. J.J. Bruun, som havde medvirket ved udgivelsen af begge disse værker, var klar over, at der her var et marked, og allerede 1757 havde han udgivet en subskriptionsindbydelse på et værk, der skulle indeholde 50 prospekter. Først senere opstod idéen om, at værket skulle være på to bind.
På grund af Bruuns karriere havde han allerede udført flere gouacher med motiver af slotte og byer (en del af disse findes på Rosenborg-samlingen), og disse kunne bruges som forlæg for mange af stikkene.

## Indholdet
De første 50 stik var færdige i begyndelsen af 1761, og de udkom sammen med en indholdsfortegnelse og et forord af historikeren Jakob Langebek, som var dateret 31. marts, Frederik 5.s fødselsdag. Der udkom sandsynligvis en anden udgave kort efter den første, da der eksisterer to forskellige versioner, den sidste med en stramning af grupperingen af billeder, samt en del korrekturrettelser.
Det udgivne bind, som således kun skulle være bind 1 i et tobindsværk, indeholder prospekter i folio fra Sjælland. Det drejer sig om en del prospekter fra København, bl.a. et par bygninger, der ikke eksisterede mere på udgivelsestidspunktet (f.eks. Københavns Slot), samt de sjællandske købstæder og slotte.
Stikkene er udført af den københavnske kobberstikker Hans Quist (1733-1810), bortset fra 4 som er signeret af Jonas Haas (1720-1775). På et par af billederne, f.eks. prospektet over Roskilde, har Bruun tilføjet sig selv som en tegner, der står i hjørnet af motivet.

## Modtagelsen
Både kongefamilien og hoffet var abonnenter på værket, og det fik en god anmeldelse i Kiøbenhavnske Nye Tidender om lærde Sager 7. januar 1762. Alligevel kneb det for Bruun at få tjent udgiften til udgivelsen af det hjem. Antallet af købere var ikke som forventet, muligvis på grund af den daværende konflikt med Rusland, som skabte økonomisk uvished i Danmark. Bruun skriver i et brev til kongen 21. februar 1763, at udgivelsen af første bind havde kostet ham 2000 rigsdaler, og han ansøgte derfor om støtte på 20 rigsdaler pr. stik til næste bind. En prænumerationsindbydelse til andet bind fortæller, at det skulle indeholde 88 prospekter fra Lolland, Falster, Fyn og Jylland. Men han opnåede ikke den påkrævede støtte og blev i stedet udnævnt til inspektør for salpeterværket i Hillerød. 22. oktober 1764 forsøgte Bruun igen at søge om støtte, denne gang fra kongens partikulærkasse, men med lige så lidt succes. 
Baggrunden er sandsynligvis, at på dette tidspunkt havde universitets nyudnævnte prokansler og tidligere biskop i Norge Erik Pontoppidan begyndt udgivelsen af sit Den danske Atlas. På grund af Pontoppidans højere stilling i rangfølgeen fik denne fordelen overfor den lavt rangerede Bruun.
Bruun måtte derfor nøjes med de 10 prospekter, fortrinsvis fra Fyn, af andet bind, som han for egen regning allerede havde udsendt, og i de fleste overlevende eksemplarer af første bind findes disse ti stik medindbundet. Flere af Bruuns tegninger blev dog anvendt af Pontopiddan som forlæg for stikkene til hans atlas. Men resultatet blev ikke så imponerende som i Novus Atlas, fordi Pontoppidans værk udgaves i kvart, og motiverne derfor måtte sammenpresses på ringere plads.
Efter Bruuns død købte kobberstikkeren Gerhard Ludvig Lahde i 1789 pladerne til Bruuns prospekter og udsendte dem under titlen Dannemarks Kiøbstæder og Slotte i Kobbere af Brun, historisk-topgrafisk beskrevet og udgivet af Sander, Nyerup og Lahde (1799-1806). Samlingen udkom i ti hæfter, men tidens smag havde ændret sig, og anmeldelsen af P.E. Müller i Kiøbenhavnske Lærde Efterretninger for 1806 var lunken. Müller skriver, at tegneren havde været mere optaget af at få byernes mange tage med end at "udhæve det yndige i Beliggenheden...".
I 1970 udkom en fotografisk reproduktion af Bruuns Novus Atlas bind 1 inklusive de 10 prospekter fra bind 2.